# Odontomachus
Odontomaque
Genre
Odontomachus, en français Odontomaque, est un genre de fourmis de la sous-famille des Ponerinae et de la tribu des Ponerini, comprenant une centaine d'espèces réparties dans les régions chaudes du monde entier.

## Systématique
Le nom scientifique de ce taxon est Odontomachus, choisi en 1804 par l'entomologiste français Pierre-André Latreille, dans son Nouveau Dictionnaire d'Histoire Naturelle. Ce genre se nomme « Odontomaque » en français. Il s'agit d'un terme dérivé du grec ancien : ὀδούς, « dent/mandibule » et du grec ancien : μάχομαι, « combattre »,.

## Liste des espèces
Selon GBIF (29 juin 2021) :

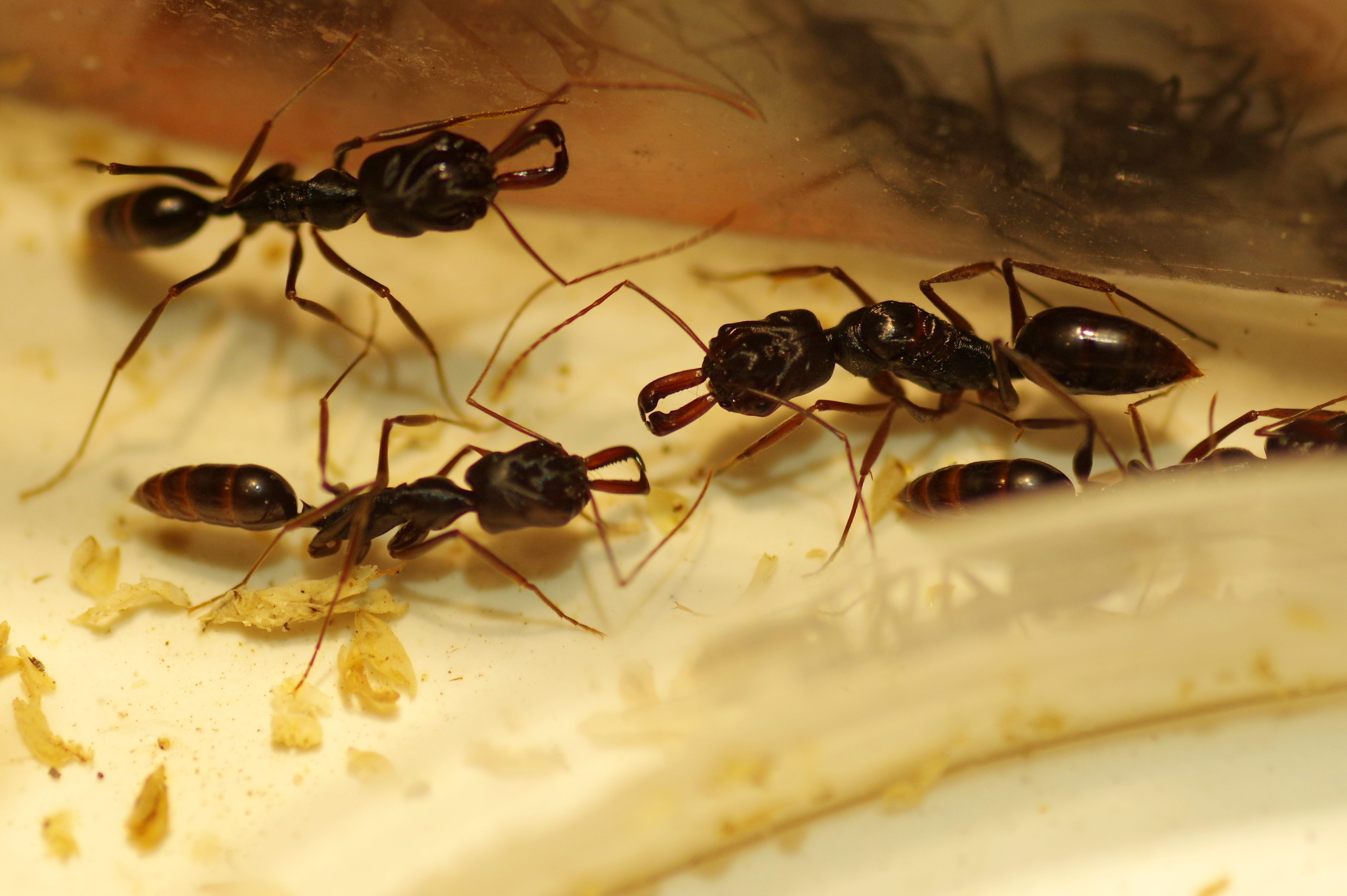
Odontomachus monticola.

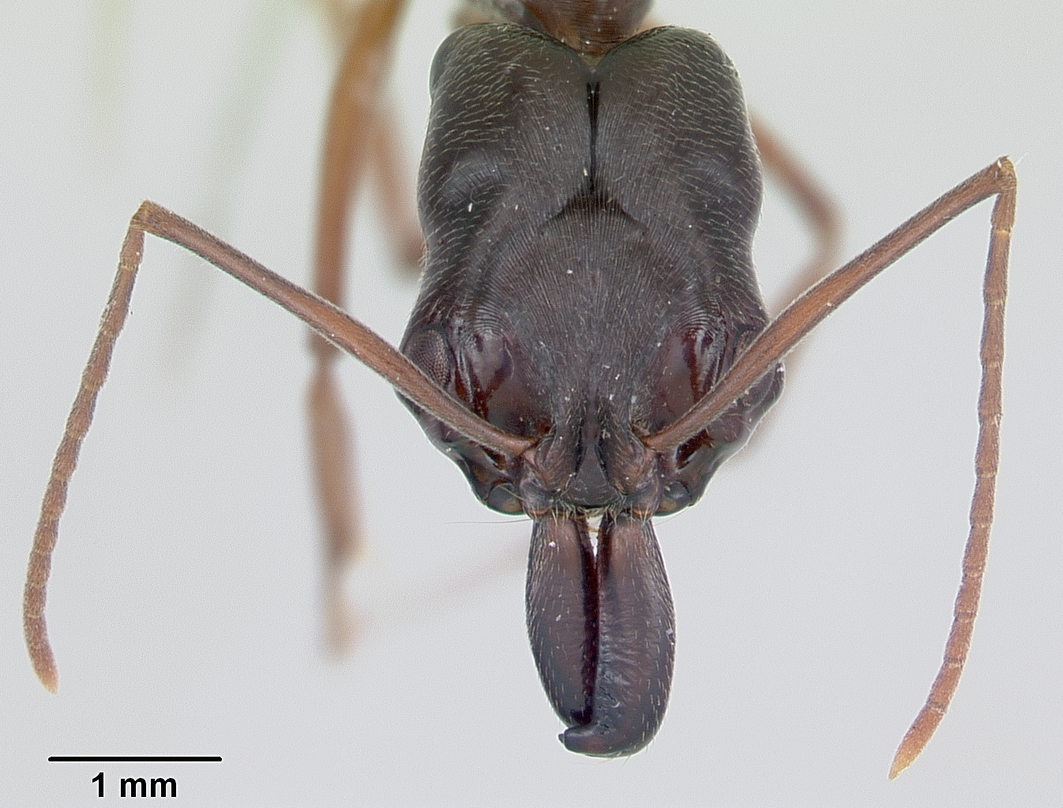
Odontomachus bauri.

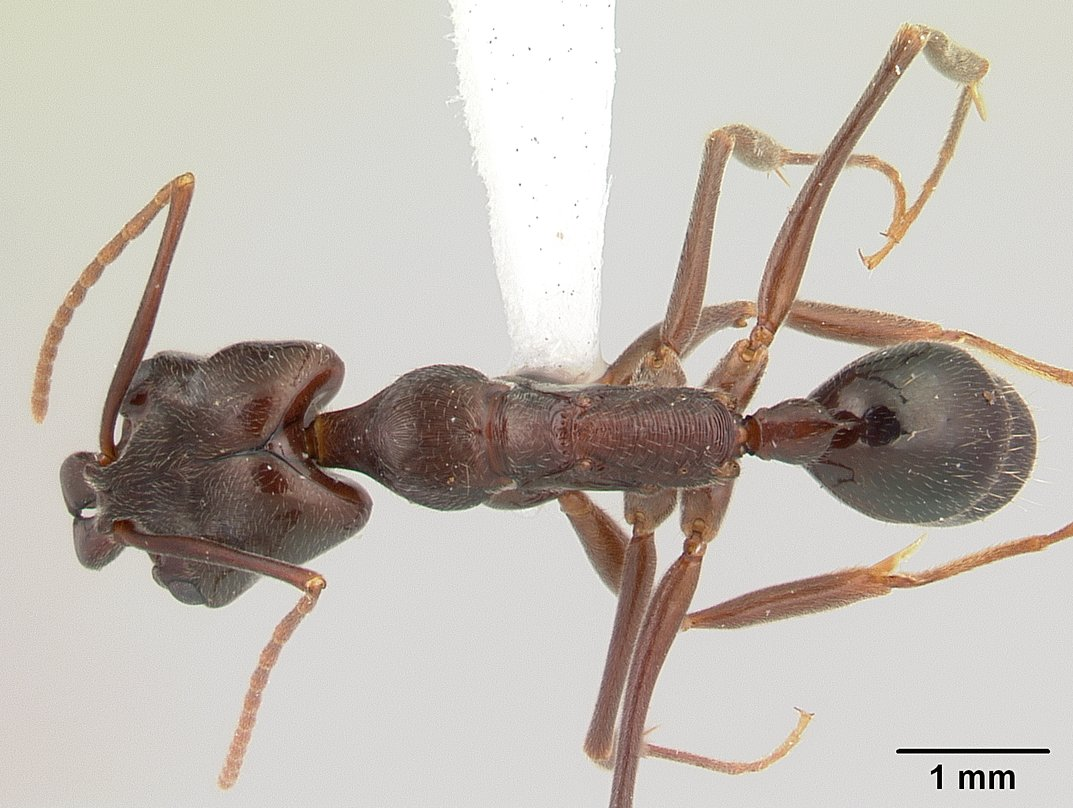
Odontomachus simillimus.

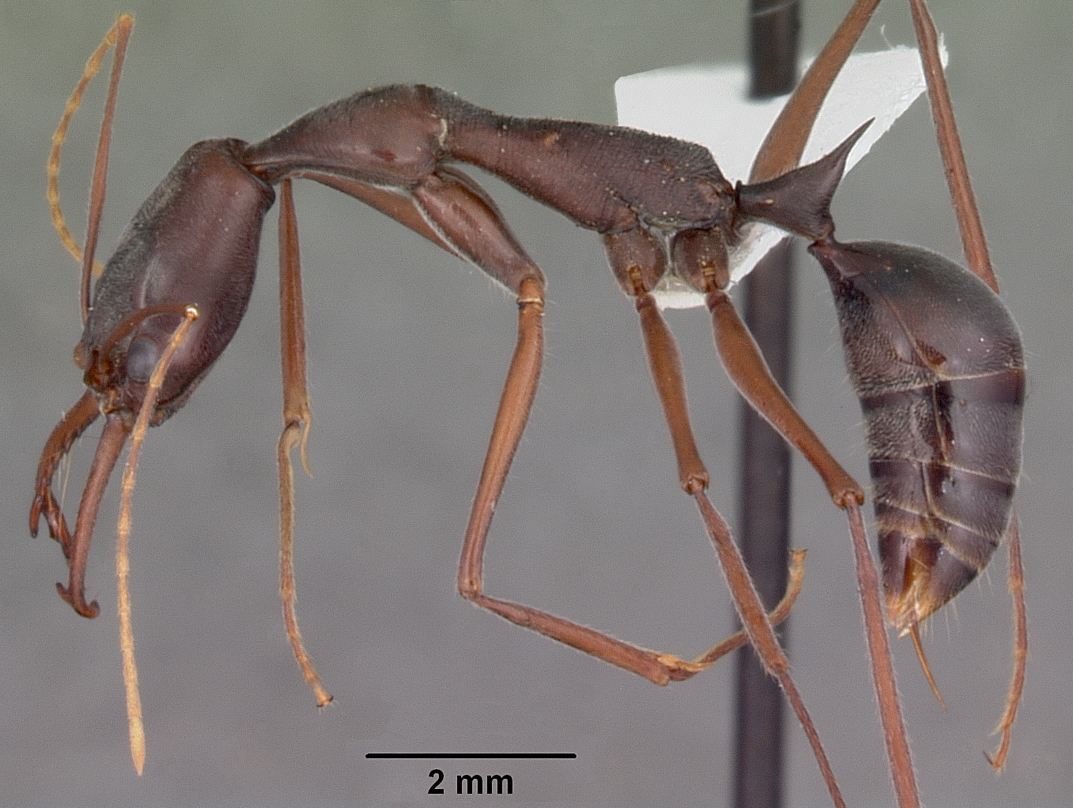
Odontomachus coquereli.

- Odontomachus aciculatus Smith, 1863
- Odontomachus aeneus
- Odontomachus affinis Guerin-Meneville, 1844
- Odontomachus alius
- Odontomachus allolabis Kempf, 1974
- Odontomachus angulatus Mayr, 1866
- Odontomachus animosus Smith, 1860
- Odontomachus assiniensis Emery, 1892
- Odontomachus banksi Forel, 1910
- Odontomachus bauri Emery, 1892
- Odontomachus biolleyi Forel, 1908
- Odontomachus biumbonatus Brown, 1976
- Odontomachus bradleyi Brown, 1976
- Odontomachus brunneus (Patton, 1894)
- Odontomachus caelatus Brown, 1976
- Odontomachus cephalotes Smith, 1863
- Odontomachus chelifer (Latreille, 1802)
- Odontomachus cheliferus
- Odontomachus circulus Wang, 1993
- Odontomachus clarus Roger, 1861
- Odontomachus coquereli Roger, 1861
- Odontomachus cornutus Stitz, 1933
- Odontomachus davidsoni Hoenle, Lattke & Donoso, 2020
- Odontomachus desertorum Wheeler, 1915
- Odontomachus emeryi
- Odontomachus erythrocephalus Emery, 1890
- Odontomachus ferminae General, 2018
- Odontomachus floresensis Brown, 1976
- Odontomachus fulgidus Wang, 1993
- Odontomachus granatus Wang, 1993
- Odontomachus gressitti
- Odontomachus haematodes (Linnaeus, 1758)
- Odontomachus haematodus (Linnaeus, 1758)
- Odontomachus hastatus (Fabricius, 1804)
- Odontomachus hirsutiusculus
- Odontomachus imperator Emery, 1887
- Odontomachus infandus Smith, 1858
- Odontomachus insularis Guerin-Meneville, 1844
- Odontomachus laticeps Roger, 1861
- Odontomachus latidens Mayr, 1867
- Odontomachus latissimus Viehmeyer, 1914
- Odontomachus linae
- Odontomachus macrorhynchus (Bernstein, 1861)
- Odontomachus malignus Smith, 1859
- Odontomachus maxillaris
- Odontomachus mayi Mann, 1912
- Odontomachus meinerti Forel, 1905
- Odontomachus minangkabau
- Odontomachus montanus Stitz, 1925
- Odontomachus monticola Emery, 1892
- Odontomachus mormo Brown, 1976
- Odontomachus nigriceps Smith, 1860
- Odontomachus opaciventris Forel, 1899
- Odontomachus opaculus Viehmeyer, 1912
- Odontomachus paleomyagra Wappler, Dlussky, Engel, Prokop & Knor, 2014
- Odontomachus panamensis Forel, 1899
- Odontomachus papuanus Emery, 1887
- Odontomachus pararixosus Terayama & Ito, 2014
- Odontomachus peruanus Stitz, 1933
- Odontomachus philippinus Emery
- Odontomachus procerus Emery, 1893
- Odontomachus pseudobauri De Andrade, 1994
- Odontomachus quadrispinosus
- Odontomachus relictus Deyrup & Cover, 2004
- Odontomachus rixosus Smith, 1857
- Odontomachus ruficeps Smith, 1858
- Odontomachus rufithorax Emery, 1911
- Odontomachus rufus
- Odontomachus ruginodis Smith, 1937
- Odontomachus rugosus
- Odontomachus saevissimus Smith, 1858
- Odontomachus scalptus Brown, 1978
- Odontomachus schoedli
- Odontomachus scifictus
- Odontomachus silvestrii Wheeler, 1927
- Odontomachus simillimus Smith, 1858
- Odontomachus spinifer De Andrade, 1994
- Odontomachus spissus Kempf, 1962
- Odontomachus sumbensis Brown, 1976
- Odontomachus tensus Wang, 1993
- Odontomachus testaceus Emery, 1897
- Odontomachus troglodytes Santschi, 1914
- Odontomachus tuberculatus
- Odontomachus turneri Forel, 1900
- Odontomachus tyrannicus Smith, 1859
- Odontomachus unispinosus (Fabricius, 1793)
- Odontomachus xizangensis Wang, 1993
- Odontomachus yucatecus Brown, 1976

## Publication originale
- Pierre A. Latreille, « Tableau méthodique des Insectes », Nouveau Dictionnaire d'Histoire Naturelle, Paris, Déterville, vol. 24,‎ 1804, p. 179 (lire en ligne, consulté le 29 juin 2021)